# 모바일 장치

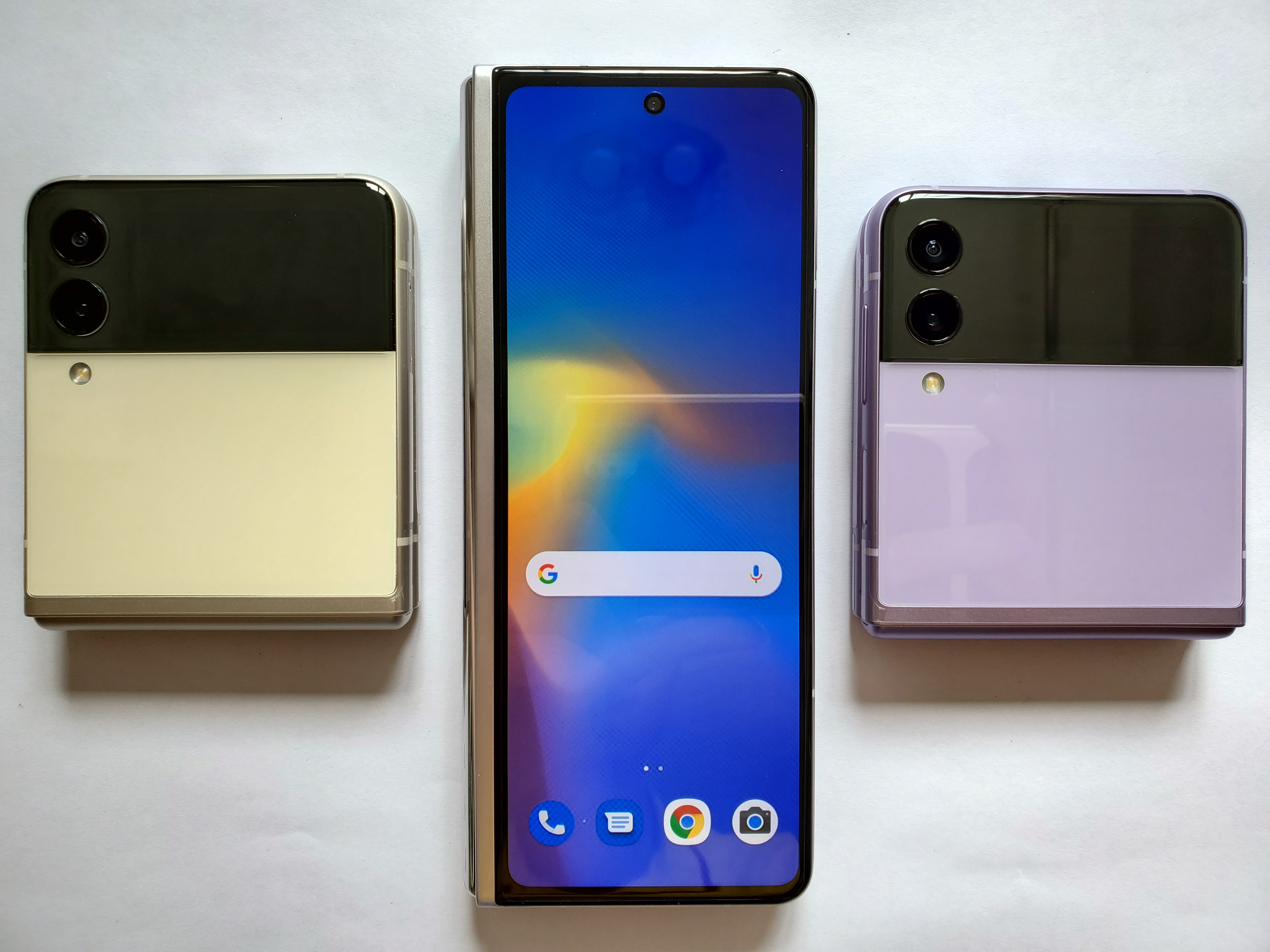
스마트폰

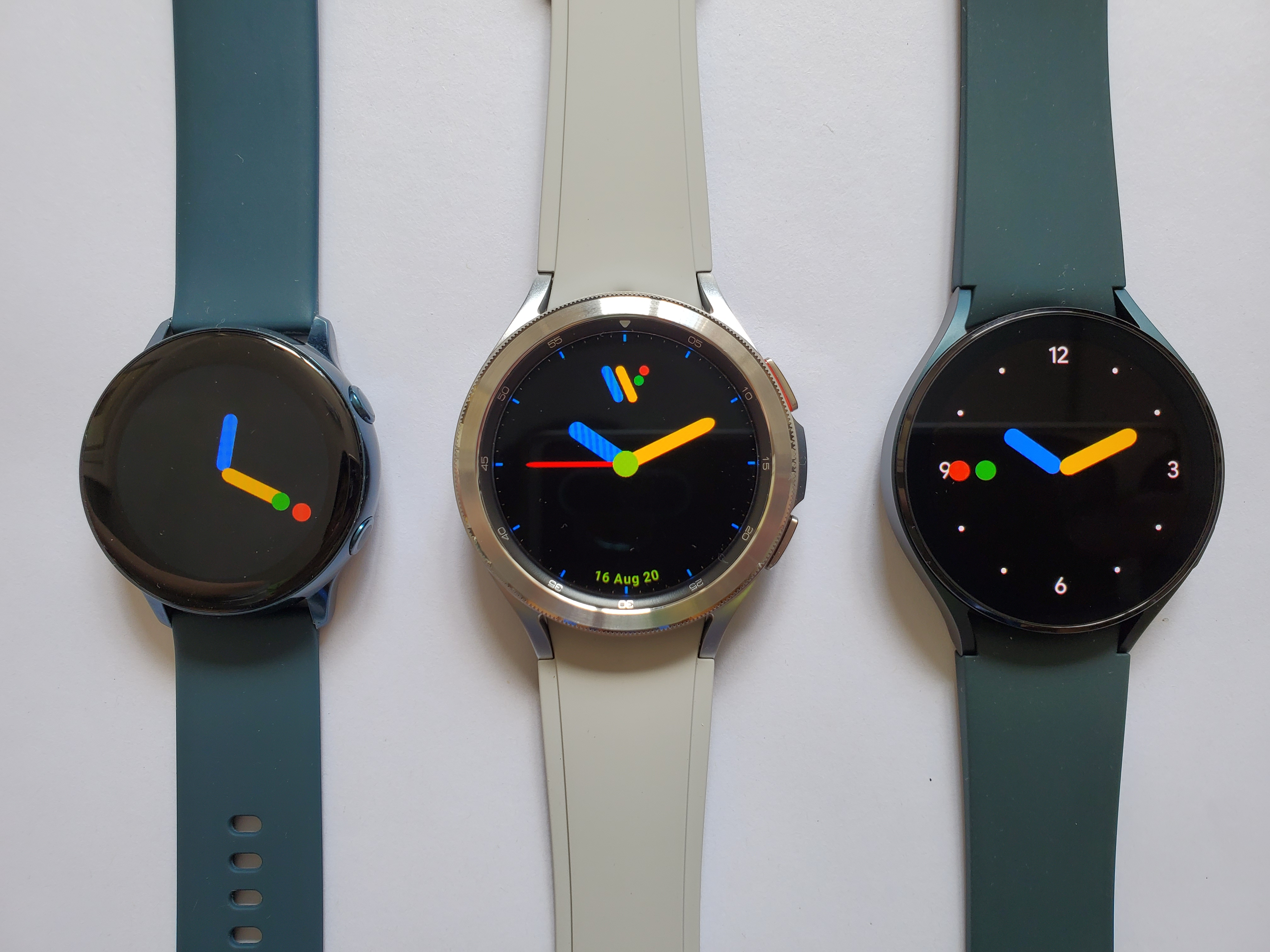
스마트워치

모바일 장치(mobile 裝置)는 손에 들고 조작할 수 있을 정도로 작은 컴퓨터이다. 모바일 장치는 일반적으로 배터리로 작동되며 평판 디스플레이와 터치스크린 또는 키패드와 같은 하나 이상의 내장 입력 장치를 가지고 있다. 모바일 기기, 휴대용 기기, 모바일 디바이스(mobile device)라는 용어도 통용된다. 최신 모바일 장치는 종종 와이파이, 블루투스, 셀 (이동 통신) 또는 근거리 무선 통신을 통해 인터넷과 헤드셋 또는 차량용 엔터테인먼트 시스템과 같은 인근 다른 장치와의 무선망 연결을 강조한다.

## 특성
장치 이동성은 여러 품질의 맥락에서 볼 수 있다.
- 물리적 크기 및 무게
- 장치가 모바일인지 또는 장치가 부착된 어떤 종류의 호스트가 모바일인지 여부
- 어떤 종류의 호스트 장치와 연결될 수 있는지
- 장치가 호스트와 통신하는 방법
- 이동성이 발생하는 시기

엄밀히 말하면, 소위 모바일 장치 중 많은 수가 모바일이 아니다. 모바일인 것은 호스트, 즉 모바일 인간 호스트가 비모바일 스마트폰 장치를 휴대하는 것이다. 장치 자체가 모바일인 진정한 모바일 컴퓨팅 장치의 예는 로봇이다. 또 다른 예는 자율 주행차이다.
모바일 장치가 모바일 호스트에 물리적으로 연결될 수 있는 세 가지 기본적인 방법이 있다:
- 동반,
- 표면 장착, 또는
- 호스트 장치의 임베디드 컨트롤러와 같이 호스트의 구조에 내장.

동반은 느슨하게 묶여 모바일 호스트와 동행하는 객체를 의미하며, 예를 들어 스마트폰은 가방이나 주머니에 넣고 다닐 수 있지만 쉽게 분실될 수 있다. 따라서 자율 주행차와 같이 임베디드 장치를 가진 모바일 호스트는 주머니 크기보다 크게 보일 수 있다.
모바일 컴퓨팅 장치의 가장 일반적인 크기는 주머니 크기이지만, 다른 크기의 모바일 장치도 존재한다. 유비쿼터스 컴퓨팅의 아버지로 알려진 마크 와이저는 탭 크기, 패드, 보드 크기의 장치를 언급했는데, 여기서 탭은 동반 또는 착용 가능한 센티미터 크기 장치, 예를 들어 스마트폰, 패블릿으로 정의되고 태블릿은 손에 들고 다닐 수 있는 데시미터 크기 장치로 정의된다. 모바일 장치의 형태를 비평면으로 변경하면 피부 장치와 작은 먼지 크기 장치도 가질 수 있다.
먼지는 HCI 인터페이스가 없는 소형화된 장치를 의미하며, 예를 들어 MEMS는 나노미터에서 마이크로미터, 밀리미터 범위이다. 스마트더스트도 참조하라. 피부: 발광 및 전도성 폴리머와 유기 컴퓨터 장치를 기반으로 한 직물. 이것들은 옷이나 커튼과 같은 더 유연한 비평면 디스플레이 표면 및 제품으로 형성될 수 있다. OLED 디스플레이를 참조하라. 또한, 스마트 장치를 참조하라.
이동성은 종종 무선 연결성과 동의어로 간주되지만, 이 용어들은 다르다. 모바일 사용자, 애플리케이션 및 장치의 모든 네트워크 접근이 무선망을 통해 이루어져야 하는 것은 아니며 그 반대도 마찬가지이다. 무선 접근 장치는 고정적일 수 있고, 모바일 사용자는 인터넷 카페와 같이 유선 및 무선 핫스팟 사이를 이동할 수 있다. 일부 모바일 장치는 이동 중에 인터넷에 접속하기 위한 모바일 인터넷 디바이스로 사용될 수 있지만, 반드시 그래야 하는 것은 아니며 많은 전화 기능이나 애플리케이션은 인터넷 연결이 끊어져도 여전히 작동한다.
다른 기술과 비교하여 모바일 장치를 독특하게 만드는 것은 하드웨어와 소프트웨어의 고유한 유연성이다. 유연한 애플리케이션에는 화상 채팅, 웹 브라우징, 결제 시스템, 근거리 무선 통신, 오디오 녹음 등이 포함된다. 모바일 장치가 유비쿼터스화됨에 따라, 클라우드 사용을 포함하는 서비스가 증가할 것이다. 모바일 장치의 일반적인 형태인 스마트폰은 디스플레이를 가지고 있지만, 어쩌면 더 일반적인 형태의 스마트 컴퓨팅 장치인 은행 카드나 여행 카드 등으로 사용되는 스마트카드는 디스플레이를 가지고 있지 않다. 이 모바일 장치는 종종 CPU와 메모리를 가지고 있지만, 내부 데이터나 상태를 표시하려면 리더에 연결하거나 삽입해야 한다.

## 유형

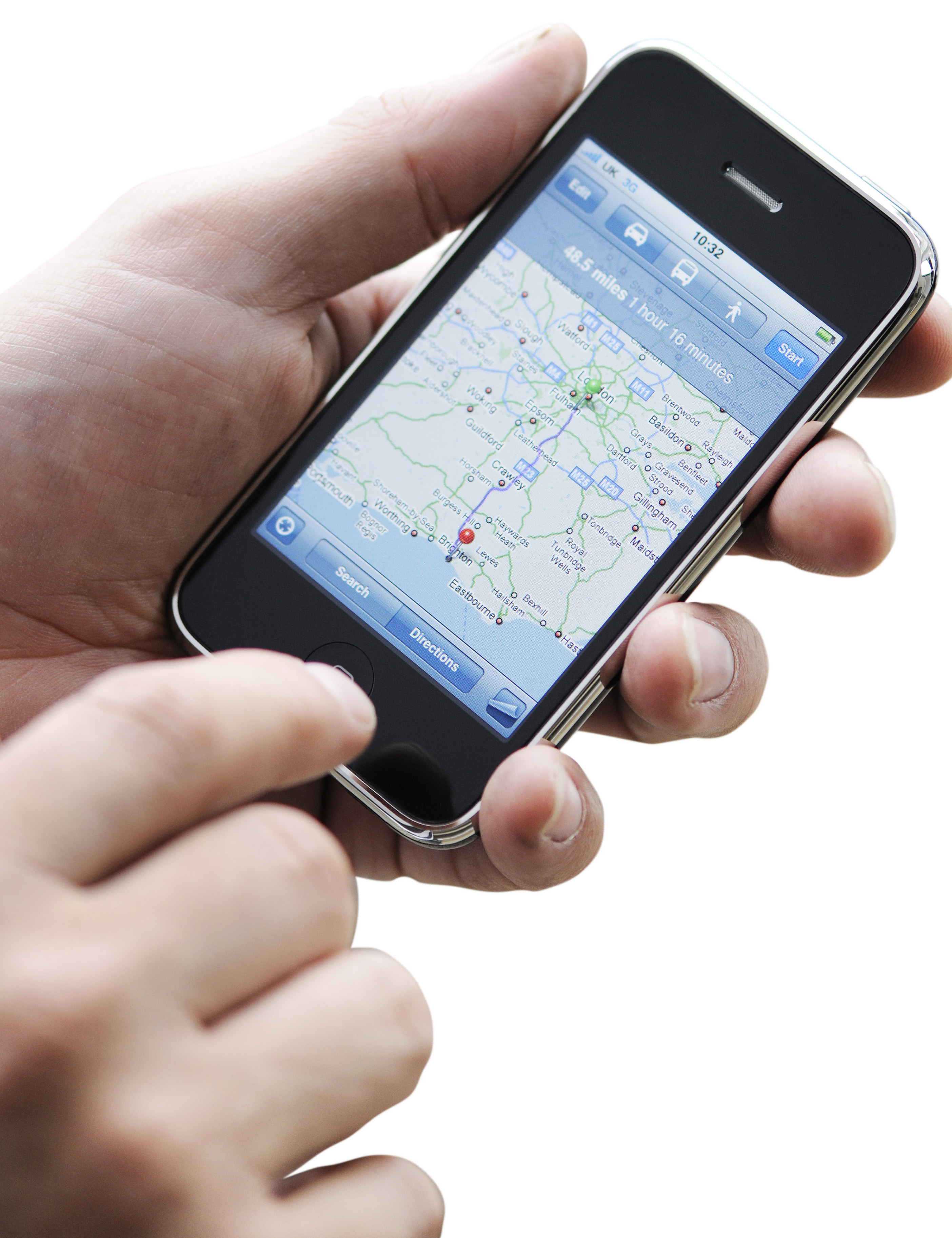
스마트폰, 휴대용 모바일 장치

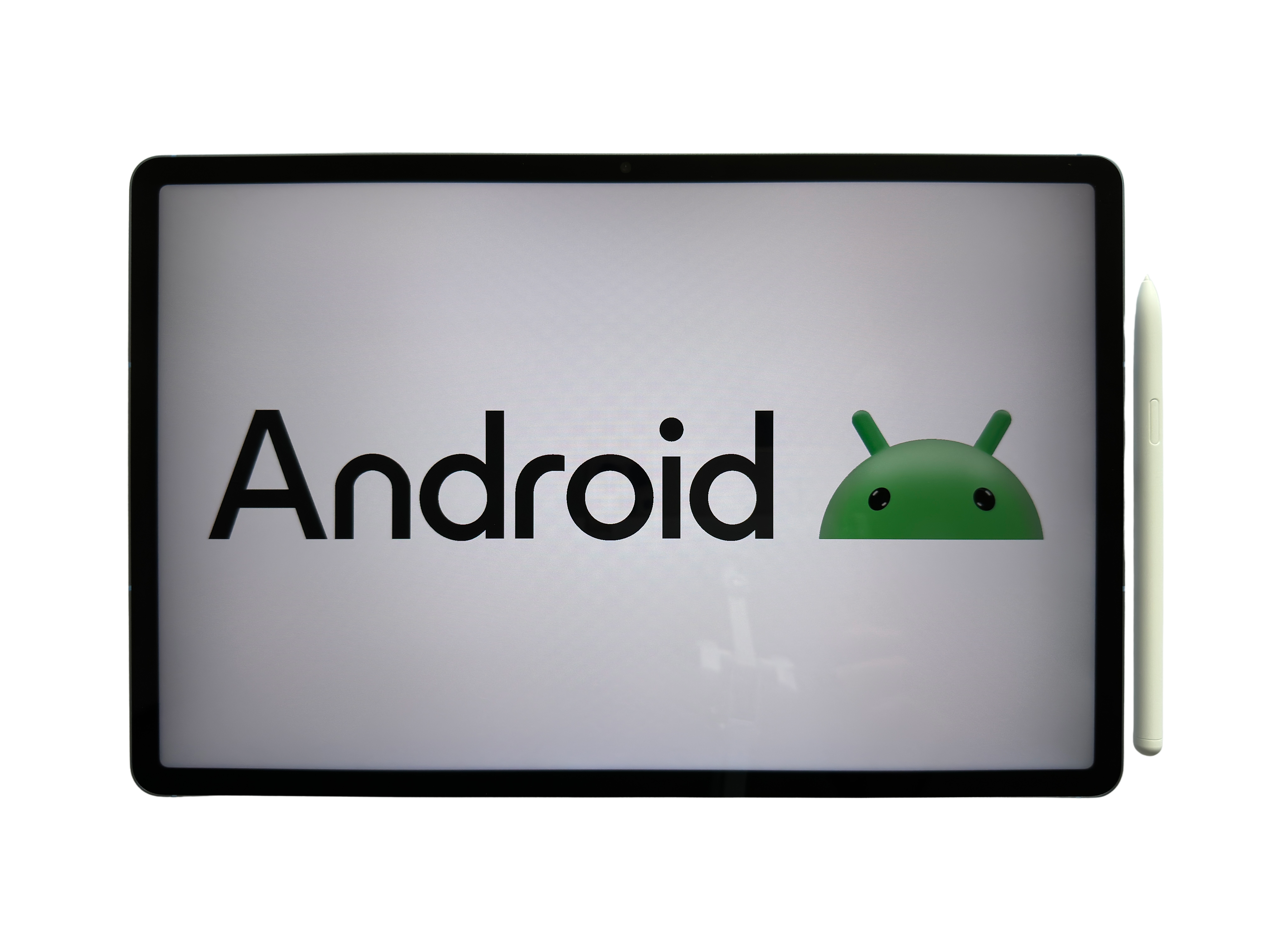
안드로이드 태블릿 컴퓨터

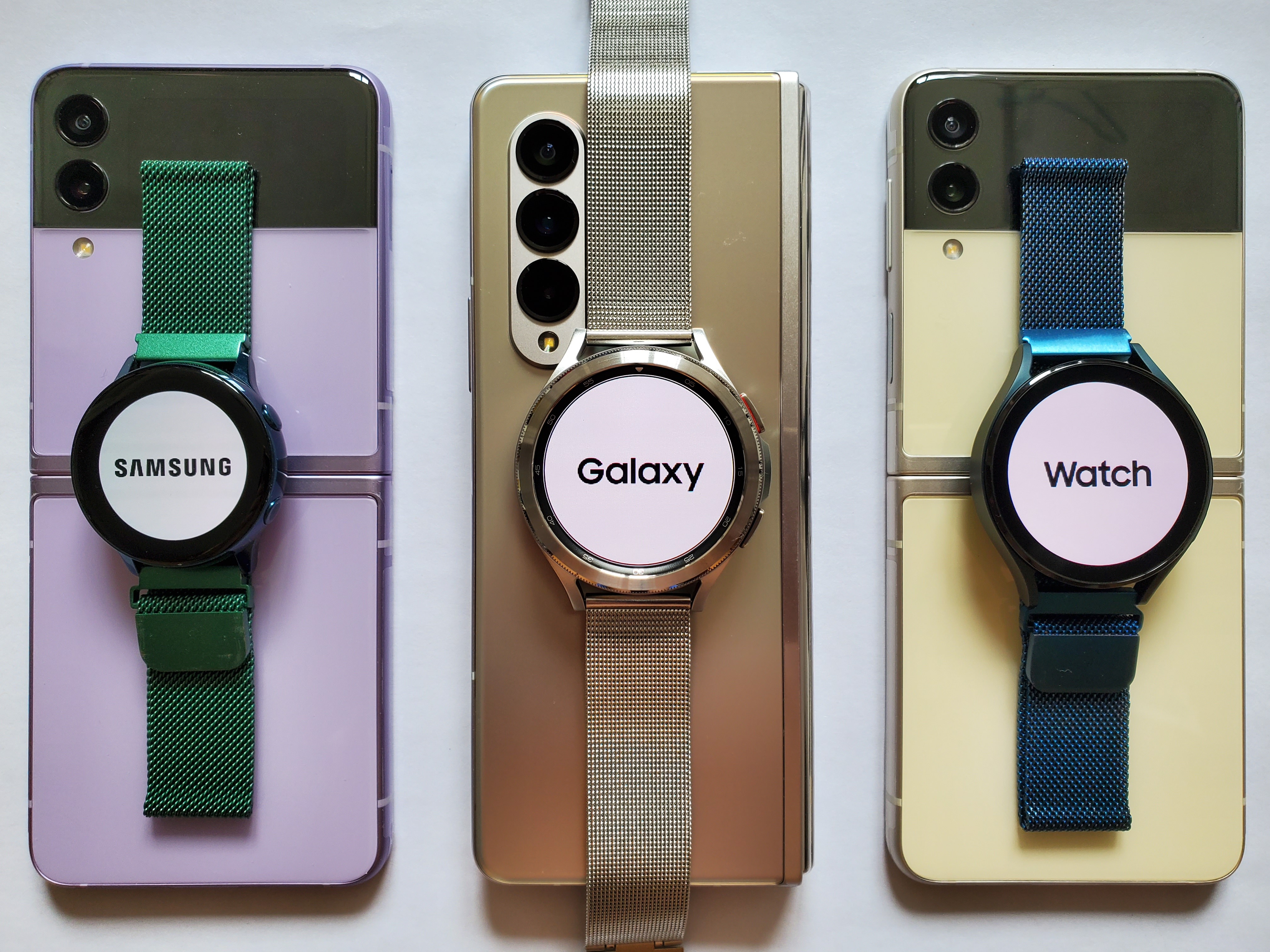
스마트워치, 웨어러블 모바일 장치

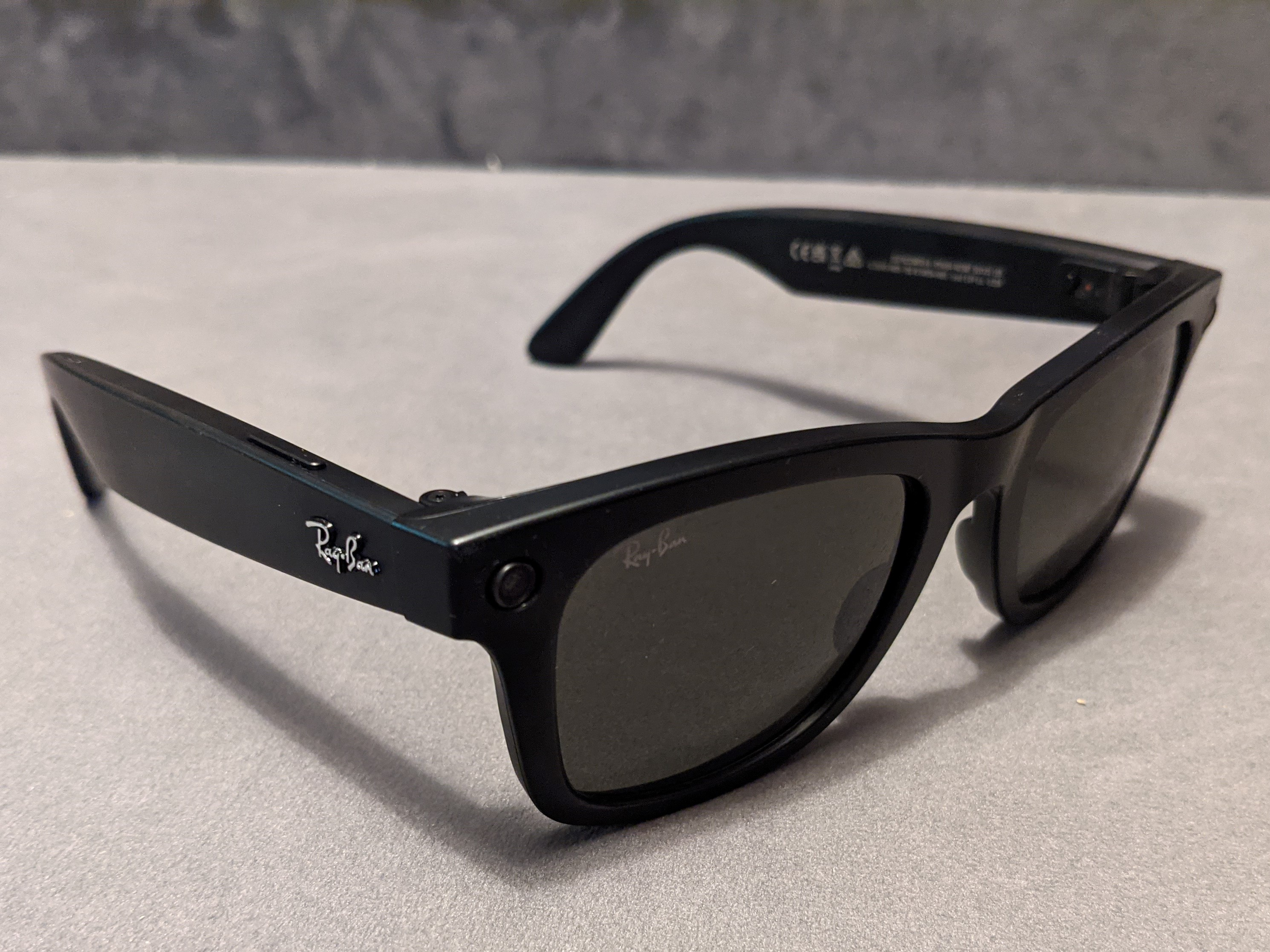
스마트글래스, 웨어러블 컴퓨터 안경

다양한 용도로 설계된 여러 종류의 모바일 장치가 있다. 다음을 포함하지만 이에 국한되지 않는다:
- 모바일 컴퓨터
  - 태블릿 컴퓨터
  - 넷북
  - 디지털 미디어 플레이어
  - 엔터프라이즈 디지털 어시스턴트 (EDA)
  - 그래프 계산기
  - 휴대용 콘솔 게임기
  - 핸드헬드 PC
  - 랩톱
  - 모바일 디지털 컴퓨터 (MDC)
  - 모바일 인터넷 디바이스 (MID)
  - 개인 정보 단말기 (PDA)
  - 포켓 계산기
  - 포켓 컴퓨터
  - 포터블 미디어 플레이어
  - 울트라 모바일 PC
- 휴대 전화
  - 카메라폰
  - 피처폰
  - 스마트폰
  - 폴더블 스마트폰
- 디지털 카메라
  - 디지털 캠코더
  - 디지털 스틸 카메라 (DSC)
  - 디지털 비디오 카메라 (DVC)
  - 전면 카메라
- 무선호출기
- 위성 항법 장치
  - 퍼스널 내비게이션 어시스턴트 (PNA)
- 착용 컴퓨터
  - 계산기 시계
  - 스마트워치
  - 스마트글래스
  - 헤드 마운티드 디스플레이
  - 스마트링
- 스마트카드

## 역사
모바일 장치의 역사는 증가하는 융합기술로 특징지어진다. 초기 모바일 장치들—예를 들어 포켓 계산기, 포터블 미디어 플레이어, 위성 항법 장치, 그리고 디지털 카메라—는 그 목적에 탁월했지만 다기능적이지 않았다. PDA는 1990년대에 부피가 큰 랩톱에 대한 휴대용 보조 장치로, 빠르고 메모를 작성하고, 업무 약속을 잡고, 개인 알림을 설정하는 방법으로 확산되었다.
같은 기간 동안, 휴대 전화는 음성 통화만 지원하는 것에서 텍스트 메시징, 인터넷 연결, 멀티미디어, 그리고 화상통화를 수용하도록 발전했다. 이 피처폰들은 결국 언급된 모든 장치를 하나의 장치로 결합한 현대적인 스마트폰으로 대체되었다. 2000년대 후반부터 스마트폰은 기술의 큰 융합으로 인해 판매량 면에서 전 세계에서 가장 흔한 모바일 장치가 되었다.

## 용도
2010년대 초반에는 모바일 장치에 가속도계, 자기계, 자이로스코프와 같은 센서가 통합되기 시작하여 방향과 움직임을 감지할 수 있게 되었다. 모바일 장치는 얼굴 인식이나 지문 인식과 같은 생체인식 사용자 인증을 제공할 수 있다.
엔터프라이즈 디지털 어시스턴트와 같은 휴대용 장치들은 모바일 현장 관리에 사용하기 위해 더욱 강화되었다. 여기에는 메모를 디지털화, 송장 송수신, 자산 관리, 서명 기록, 부품 관리, 바코드 스캔 및 RFID 태그 스캔과 같은 작업이 포함된다.
2009년에는 모바일 협업 시스템의 발전으로 비디오, 오디오 및 화면 그리기 기능을 결합한 휴대용 장치를 사용하여 위치에 관계없이 실시간으로 다자간 컨퍼런싱을 할 수 있게 되었다. 휴대용 컴퓨터는 스마트폰, 휴대용 PDA, 울트라 모바일 PC 및 태블릿 컴퓨터(팜 OS, 웹OS)를 포함한 다양한 폼 팩터로 제공된다. 사용자는 일부 모바일 장치에서 IPTV를 통해 인터넷 TV를 시청할 수 있다. 모바일 텔레비전 수신기는 1960년부터 존재했으며, 21세기에 들어서 휴대폰 공급업체들은 휴대폰에서 텔레비전을 시청할 수 있도록 만들기 시작했다.
2010년대에는 모바일 장치가 거리나 장치 사양에 관계없이 다양한 데이터를 동기화하고 공유하는 기능을 자주 포함하는 것으로 관찰되었다. 의료 분야에서 모바일 장치는 약물, 치료 및 의료 계산과 같은 임상 정보에 접근하는 데 필수적인 도구가 되고 있다. 모바일 게임의 인기로 인해 도박 산업은 모바일 장치에서 카지노 게임을 제공하기 시작했으며, 이는 이러한 장치를 불법 도박에 사용될 수 있는 장치로 간주하여 반도박 법규에 포함되게 했다. 추가적인 잠재적 불법 행위에는 미성년자가 관련된 노골적인 자료를 유포하는 데 모바일 장치를 사용하는 것이 포함될 수 있다. 또한, 합법적인 성인 엔터테인먼트 부문이 운영을 발전시키기 위해 모바일 앱과 기술을 통합하는 것은 우려를 제기한다. 국경을 넘는 서비스를 촉진하기 위해 모바일 장치를 활용할 가능성도 있으며, 이는 규제 당국의 주의를 요한다.
군사 영역에서 모바일 장치는 병사들에게 주둔 위치에 관계없이 훈련 및 교육 자원을 제공할 새로운 가능성을 도입했다.

## 같이 보기
- 모바일 인터넷 디바이스